# Cédric Ngindu
Cédric NGINDU BIDUAYA  est un homme politique de la république démocratique du Congo (RDC). Il est actuellement sénateur élu de la province du Kasaï-Central, où il s’illustre par son engagement en faveur de l’inclusion sociale et religieuse ainsi que le développement durable.

## Biographie

### Parcours académique et professionnel
Cédric NGINDU BIDUAYA, né le 27 Août 1986 à KINSHASA , Homme Politique en République Démocratique du Congo, Juriste de formation, élu sénateur depuis le 29 avril 2024 au Kasaï central en RDC, Vice président de la Commission environnementale, développement durable, ressources naturelles et tourisme du Sénat. Précédemment, Chargé des missions du Fonds d’Intervention pour l’Environnement (DG du FIPE), Conseiller économique et financier de Madame EVE BAZAIBA  d’abord Vice premier Ministre et en suite Ministre d’état, au Ministère de l’Environnement et Développement Durable sous le Gouvernement SAMA LUKONDE I et II.
Haut cadre du Mouvement de Libération du Congo MLC, Parti cher à Monsieur Jean Pierre Bemba Gombo Vice Premier Ministre de la République 

### Carrière politique
Élu sénateur de la province du Kasaï-Central, Cédric NGINDU BIDUAYA s’engage dans des initiatives visant à améliorer les conditions de vie de ses concitoyens. Il milite pour une meilleure représentativité des différentes communautés et religions au sein des institutions de la République démocratique du Congo,.
En juin 2024, il a proposé la création d’une aumônerie musulmane au sein des Forces armées de la RDC (FARDC), une mesure destinée à garantir la diversité religieuse et à renforcer l’unité nationale. Cette proposition fait partie des promesses qu'il avait formulées durant sa campagne électorale.
Il est détenteur d’un Master en Droit des Affaires, option Gestion et Droit des entreprises, de l’université de Liège en Belgique , d’une licence en Droit Public International de l’Université Protestante au Congo, KINSHASA-LINGWALA/RDC.
Cédric NGINDU BIDUAYA , Fonctionnaire de l’Etat, depuis 2010,Cédric NGINDU BIDUAYA  est un Expert du gouvernement en Finance Publique, Chef de cellule chargé du Rapprochement des comptes hors budget des finances publiques au ministère des Finances à la Direction de la Reddition Générale des Comptes sous les Gouvernements MATATA I et II, BADIBANGA et TSHIBALA. Il devient à la même période, grâce au concours des structures standards, Coordonnateur de la cellule technique d’appui du Secrétariat Général du Ministère des Infrastructures et Travaux Publics, avant d’être nommé Conseiller en charge des questions économiques et financières au cabinet de la Vice Primature de l’Environnement Durable.
De 2015 à 2017, Cédric NGINDU BIDUAYA  est président de la ligue des jeunes CONGO NA BISO (CNB) "notre Congo" de Freddy Matungulu. En 2016, Cédric NGINDU BIDUAYA  fut le président de la jeunesse du Rassemblement de l'opposition (RASSOP);
De 2017 à nos jours, Cédric NGINDU BIDUAYA  est cadre et Membre du bureau d’études du Mouvement pour la libération du Congo (MLC) parti politique de Jean-Pierre Bemba;[1]
En 2018 et 2023, Cédric NGINDU BIDUAYA  postule à la députation nationale à la circonscription de la FUNA/KINSHASA[3]
Le 29 avril 2024, il est finalement Élu Sénateur Indépendant dans la circonscription de la Province de Kasaï Centrale lors des élections sénatoriales de 2024 en République Démocratique du Congo  

### Contributions et initiatives
- Inclusion religieuse : Sa proposition d’aumônerie musulmane reflète sa volonté d’assurer une représentativité équitable des diverses confessions religieuses au sein des institutions publiques, y compris les forces armées[5].
- Environnement : En tant qu’ancien cadre du Ministère de l'Environnement, il demeure un fervent défenseur des politiques de conservation des forêts et de lutte contre le changement climatique[6].

### Distinctions
Cédric Biduaya Ngindu est reconnu pour son leadership dans des domaines tels que l’environnement et l’inclusion sociale. Il a reçu des éloges pour son approche pragmatique et inclusive de la gouvernance.